# Erotolepsia compacta
Erotolepsia compacta är en stekelart som beskrevs av Howard 1894. Erotolepsia compacta ingår i släktet Erotolepsia och familjen puppglanssteklar.
Artens utbredningsområde är Grenada. Inga underarter finns listade i Catalogue of Life.